# Symphyogyna similis
Symphyogyna similis là một loài rêu trong họ Pallaviciniaceae. Loài này được Grolle mô tả khoa học đầu tiên năm 1986.